# Bataille de Changshao
La bataille de Changshao est un conflit militaire entre Qi et Lu, qui sont les deux principaux États de la péninsule du Shandong pendant la Période des Printemps et Automnes de la Dynastie Zhou. La bataille a eu lieu en janvier (calendrier lunaire) de 684 av. J.-C. à Changshao. C'est l'armée de l'état de Lu qui remporte la victoire, sous le commandement du général Cao Gui (曹 劌). Cette bataille est décrite en détail par Zuo Qiuming dans son Zuo Zhuan, mais elle n'est pas mentionnée dans le Shiji de Sima Qian. Cette bataille est considérée comme un exemple classique de victoire grâce à l'usage de bonnes stratégies militaires, et le célèbre chengyu 一鼓作氣 (yī gŭ zuò qì, lit: "le premier tambour crée l'esprit") est dérivé de l'évaluation de la bataille par Cao Gui, telle qu'elle est reportée dans le Zuozhuan .

## Contexte
Le duc Xiang de Qi est assassiné en 686 avant J.-C. ; un mois plus tard, son successeur est également assassiné. Le fils cadet du duc Xiang, Xiaobai, monte sur le trône au printemps de 685 avant J.-C. en tant que duc Huan de Qi. Le frère aîné du Duc Huan, le seigneur Jiu, pense qu'il est la bonne personne pour prendre le trône et doit renverser son frère. Il décide de s'allier avec le duc Zhuang de Lu et lance une guerre contre le duc Huan. Cependant, l'armée de l'État de Lu est vaincue par Qi lors de la bataille de Ganshi, et le duc Zhuang de Lu est presque tué dans la bataille. Réalisant que l'État de Lu soutient le Seigneur Jiu, le duc Huan de Qi décide d'attaquer Lu pour se venger.

## La bataille
Au printemps de 684 av. J.-C., le duc Huan de Qi ordonne à son armée d'attaquer Lu. Cao Gui est nommé général de Lu pour défendre l'État face à cette agression. Le duc Zhuang de Lu est également présent en première ligne avec Cao Gui. Gui demande à l'armée de Lu de rester immobile en formation de bataille, derriére les fortifications et de ne pas riposter jusqu'à son ordre. L'armée de Qi charge deux fois mais l'armée de Lu reste cloitrée dans les fortifications et ne riposte pas. Lorsque les soldats de Qi lancent leur troisième charge, Cao Gui ordonne à l'armée de Lu de lancer une contre-attaque. À ce stade, les soldats de Qi sont fatigués par leurs deux précédentes charges et peuvent à peine se concentrer, ils sont donc vaincus. Le duc Zhuang de Lu ordonne immédiatement a ses soldats de pourchasser l'armée Qi en fuite. Cao Gui accepte d'exécuter cet ordre après s'être assuré qu'il n'y a pas d'embuscade. L'armée Qi est complètement détruite et les survivants expulsés en dehors des frontières de Lu,.
Après la victoire, lorsque le duc demande à son général de lui expliquer comment il a obtenu un tel succès, Gui lui répondit : « [la clé de la victoire dans] la bataille réside dans l'esprit [de courage]: au premier battement de tambour (c'est-à-dire l'ordre de charger), les esprits [des soldats Qi] ont été exaltés. La deuxième fois, leur moral a décliné. Enfin, la troisième fois, leur esprit était épuisé. Leurs esprits étaient épuisés tandis que [ceux de] nos [soldats] débordaient encore. En conséquence, nous les avons vaincus. »
La citation directe, « le premier tambour soulève les esprits » (一鼓作氣) est devenue un chengyu (idiome classique à quatre caractères) qui exprime l'idée que l'on doit viser à accomplir une tâche difficile en faisant de son mieux, un effort soutenu dans une occasion favorable lorsqu'on est le plus encouragé et le plus confiant de réussir, plutôt que de vaciller dans ses efforts et d'avoir à réessayer lors d'une occasion future, auquel cas on pourrait bien avoir perdu confiance ou enthousiasme. Le sens de ce chengyu est donc similaire à celui de l'expression française « Battre le fer pendant qu'il est chaud ».

## Voir également
- Commentaire de Zuo (Zuo Zhuan), chapitre du duc Zhuang de Lu (chinois)